# Адел (Ајова)
Адел (енгл. Adel) град је у америчкој савезној држави Ајова. По попису становништва из 2010. у њему је живело 3.682 становника.

## Демографија
Према попису становништва из 2010. у граду је живело 3.682 становника, што је 247 (7,2%) становника више него 2000. године.
| Група             | 2000.         | 2010.         |
| Белци             | 3.335 (97,1%) | 3.542 (96,2%) |
| Афроамериканци    | 5 (0,1%)      | 10 (0,3%)     |
| Азијати           | 14 (0,4%)     | 17 (0,5%)     |
| Хиспаноамериканци | 44 (1,3%)     | 77 (2,1%)     |
| Укупно            | 3.435         | 3.682         |